# Шахам, Натан
Натан Шахам (ивр. נתן שחם‎, фамилия при рождении Штейнман, שטיינמן‎;
1925, Тель-Авив — 18 июня 2018, кибуц Бейт-Альфа) — израильский прозаик и драматург. Лауреат Премии Израиля (2012) и премии имени Бялика (1988). Произведения Шахама, в том числе пьеса «Они прибудут завтра» и роман «Квартет Розендорфа», переведены на многие языки мира.

## Биография
Натан Штейнман родился в 1925 году в Тель-Авиве в семье писателя, журналиста и издателя Элиэзера Штейнмана. Его старший брат Давид тоже в будущем стал журналистом, писателем и переводчиком. В детстве игрушками Натана и Давида были литеры из типографского набора, поскольку их отец выпускал газету прямо дома. Натан начал школьную учёбу сразу со второго класса и окончил гимназию «Герцлия» в 17 лет. В это время он уже писал стихи и играл на скрипке.
По окончании школы Натан пошёл добровольцем в «Пальмах» — ударные отряды еврейского ишува в подмандатной Палестине. После этого, в 1945 году, он вслед за братом и друзьями из движения «Ха-шомер ха-цаир» присоединился к кибуцу Бейт-Альфа, где начал работать в поле, как мечтал с детства. Увлечение музыкой Натан, однако, не оставлял и в свободное от работы время играл на альте в струнном квартете.
С началом гражданской войны в Палестине, в конце 1947 года, Натан Шахам вернулся на военную службу. Начав с охраны еврейских конвоев с продовольствием и боеприпасами, идущих в Иерусалим, он в дальнейшем участвовал во многих боях Войны за независимость Израиля. По инициативе Игаля Алона Шахам был назначен офицером-пропагандистом и в этом качестве побывал в ключевых точках Войны за независимость.
Если до войны Шахам писал стихи, то в её ходе он перешёл на прозу. Ещё до окончательного соглашения о прекращении огня, в 1948 году, был издан сборник его военных рассказов «Зерно и свинец», ставший одной из первых книг прозы, вышедших в независимом Израиле. Вскоре после этого увидела свет первая пьеса Шахама — «Они прибудут завтра», посвящённая дилеммам, которые приходилось решать в дни войны командирам ЦАХАЛа. Драма была поставлена с большим успехом на сцене театра «Камери» (в 1950 году) и впоследствии переведёна на восемь языков в разных странах.
Когда Война за независимость закончилась, Шахам вернулся в Бейт-Альфу. Там он продолжал заниматься сельскохозяйственным трудом и писать прозу и драмы, в основном на военную и кибуцную тематику. Своим любимым произведением Шахам называл повесть «Тонкие деревянные стенки», по его собственным словам, посвящённую «людям, живущим чужими жизнями». Он трижды избирался секретарём своего кибуца, а также занимал пост заместителя председателя правления Израильского управления телерадиовещания. В 1977 году Шахам был направлен в Нью-Йорк в должности атташе по культуре, а с 1985 года в течение двух десятилетий был директором издательства «Сифрият поалим» («Рабочая библиотека»).
Самым известным произведением Шахама, по-прежнему питавшего любовь к камерной музыке, стал изданный в 1987 году роман «Квартет Розендорфа». Герои романа — четверо израильских оркестрантов, выходцев из Германии, создающих свой собственный струнный квартет. Книга была удостоена литературной премии имени Бялика и пользовалась большим успехом в США и Германии; спустя 14 лет вышел роман-продолжение «Тень Розендорфа», попавший в шорт-лист ещё одной литературной премии Израиля — премии Сапира.
В 80 лет Шахам уволился со всех занимаемых постов, по его собственным словам, впервые в жизни полностью посвятив себя литературному творчеству. В 2012 году он стал лауреатом Премии Израиля по литературе. Шахам умер у себя дома в кибуце Бейт-Альфа в июне 2018 года в возрасте 93 лет и был похоронен на кибуцном кладбище.

## Творчество
За свою творческую карьеру Натан Шахам выпустил более 40 книг (беллетристика, путевые дневники, очерки, детская литература) и пьес, многие из которых переведены на разные языки. Среди его произведений:

### Романы
- Камень на устье колодца (1956)
- Мудрость бедняка (1960)
- Первое лицо множественного числа (1968)
- Туда и обратно (1972)
- Коронный свидетель (1975)
- Кости к костям (1981; английский перевод — 1993[4])
- Непрочная тишина (1983)
- Квартет Розендорфа (1987; немецкий перевод — 1990, английский — 1991, русский — 1994, китайский — 1995, чешский — 2001, итальянский — 2004, испанский — 2014)
- Сериал (1992)
- Сердце Тель-Авива (1996)
- Тень Розендорфа (2001)
- Колокол в Чонджу (2005)
- Фонд «Эксодус» (2006)
- Вдали от Ташкента (2007)
- Tabula rasa (2010)
- Неактивный счёт (2013)

### Сборники рассказов иновелл
- Зерно и свинец (1948)
- Ленивые боги (1949)
- Всегда мы (1952)
- Дом ветеранов (1958)
- Книга портретов (1968)
- Тонкие деревянные стенки (1977; английский перевод — 1983[4])
- Зелёная осень (1979)[4]
- Улицы Ашкелона (1985)[4]
- Горячие сосиски (1993)
- Вам идёт письмо (1999)

### Драмы
- Они прибудут завтра (издана в 1949)
- Зови меня Сёмка (издана в 1950)
- Йоханан бар Хама (издана в 1952)
- Новый счёт (издана в 1954)
- Четыре глаза и карандаш (поставлена в 1961)[4]
- Цена (поставлена в 1961)[4]
- Велосипед (поставлена в 1963)[4]

## Награды и звания
В 1950 году за драму «Они прибудут завтра» Шахам был удостоен премии «Габимы». Его первый роман «Камень на устье колодца» принёс ему в 1960 году премию Гистадрута. Роман «Квартет Розендорфа» получил литературную премию имени Бялика в 1988 году, Национальную еврейскую книжную премию (США) в 1992 году и премию Итальянской еврейской ассоциации в 2005 году, а его продолжение «Тень Розендорфа» в 2003 году включено в шорт-лист премии Сапира.
Среди других наград Шахама — премия Шлёнского (1958), премия Израильского общества композиторов, авторов и издателей (1968), премия Ньюмана (1993), премия премьер-министра Израиля (2007) и Премия Израиля в области литературы (2012). Судейская комиссия Премии Израиля писала: «Творчество Шахама отличается глубиной, эмоциональностью, фантазией и богатством интонаций… Он умеет изобразить уверенной рукой типичные фигуры и уникальные фигуры израильской реальности, в особенности людей, занимающихся искусством… Его книги богаты на идеи, и он всегда знает, как передать эти идеи в яркой и захватывающей форме».